# NGC 6154
NGC 6154 (również PGC 58095 lub UGC 10382) – galaktyka spiralna z poprzeczką (SBa), znajdująca się w gwiazdozbiorze Herkulesa. Odkrył ją William Herschel 15 maja 1787 roku. Jest to galaktyka z aktywnym jądrem typu LINER.